# Forza Motorsport 3
Forza Motorsport 3, ook wel kortweg Forza 3, is een racespel voor de Xbox 360 ontwikkeld door Turn 10 Studios. Het werd in oktober 2009 uitgebracht als opvolger van Forza Motorsport 2.
Forza Motorsport 3 is het derde deel uit de Forza-serie. Het komt standaard met een keuze uit 102 racecircuits en 403 verschillende racewagens. Er bestaat met behulp van downloadbare inhoud (DLC) de mogelijkheid bijkomende auto's toe te voegen. Sommige pakketten zijn gratis, andere betalend. Via Xbox Live kunnen spelers aanpassingen uitwisselen en worden bijkomende auto's via een veilinghuisoptie bij opbod verkocht en gekocht.

## DLC's
Enkele pakketten met downloadbare inhoud die zijn verschenen voor het spel zijn:
- Motorsports Legends Car Pack (27-10-2009)
- Hyundai Car Pack (18-11-2009)
- Hot Holidays DLC Car Pack (8-12-2009)
- AutoWeek Car Show Pack (14-1-2010)
- Nürburgring Grand Prix Circuit (5-2-2010)
- Jalopnik Car Pack (9-3-2010)
- Road & Track Car Pack (13-4-2010)
- Exotic Car Pack (10-5-2010)
- Summer Velocity Pack (8-6-2010)
- World Class Car Pack (13-7-2010)
- Community Choice Classics Pack (14-12-2010)

## Ontvangst
| Beoordeeld door     | Jaar | Score |
| ------------------- | ---- | ----- |
| Gamestyle           | 2009 | 100%  |
| Xboxdynasty (XD)    | 2009 | 97%   |
| GameSpot            | 2009 | 95%   |
| Xbox360Achievements | 2009 | 93%   |
| XboxLiveAddicts     | 2009 | 93%   |
| That Gaming Site    | 2009 | 92%   |
| Jeuxvideo.fr        | 2009 | 90%   |
| Play.tm             | 2009 | 90%   |
| 411mania.com        | 2009 | 90%   |
| Jeuxvideo.com       | 2009 | 85%   |

## Trivia
- Het spel is opgenomen in het boek 1001 Video Games You Must Play Before You Die van Tony Mott.